# Guy Lelièvre
Pour les articles homonymes, voir Lelièvre.
Guy Lelièvre (Sainte-Thérèse-de-Gaspé, 20 mars 1952 - Gaspé, 29 mars 2021) est un homme politique québécois qui a été député péquiste de la circonscription de Gaspé à l'Assemblée nationale du Québec de 1994 à 2008. Il ne s'est pas représenté lors de l'élection de 2008.

## Biographie
Guy Lelièvre a fait son baccalauréat en sciences juridiques à l'Université du Québec à Montréal (UQAM) en 1977. Il travaille pendant une quinzaine d'années pour le bureau d'aide juridique de Gaspé.

## Vie politique
Lelièvre commence à s'impliquer au Parti québécois au début des années 1990. Il se présente pour la première fois à l'élection de 1994 où il défait le candidat libéral John Carbery. Il est réélu systématiquement aux élections de 1998, 2003 et 2007. Il obtient son score le plus faible en 2007 où il remporte l'élection par seulement 640 voix contre son adversaire libéral, l'homme d'affaires bien connu dans la région, Georges Mamelonet.
Lors du débat sur la nationalisation de l'éolienne au Québec, il s'était prononcé en faveur. Il appuie Richard Legendre lors de la course à la direction du parti en 2005.